# Dialan sur Chaîne
Dialan sur Chaîne ist eine französische Gemeinde mit 1.009 Einwohnern (Stand 1. Januar 2022) im Département Calvados in der Region Normandie. Sie gehört zum Arrondissement Vire und zum Kanton Les Monts d’Aunay.
Sie entstand mit Wirkung vom 1. Januar 2017 als Commune nouvelle durch die Zusammenlegung der bisherigen Gemeinden Jurques und Le Mesnil-Auzouf, die in der neuen Gemeinde den Status einer Commune déléguée haben. Der Verwaltungssitz befindet sich im Ort Jurques.

## Gliederung
| Ortsteil                  | ehemaliger INSEE-Code | Fläche (km²) | Einwohnerzahl zum 1. Januar 2022 |
| ------------------------- | --------------------- | ------------ | -------------------------------- |
| Jurques (Verwaltungssitz) | 14347                 | 12,69        | 663                              |
| Le Mesnil-Auzouf          | 14413                 | 09,24        | 346                              |

## Lage
Dialan-sur-Chaîne liegt rund 30 Kilometer südwestlich von Caen. Der Fluss Odon durchquert das Gemeindegebiet. An der nördlichen Gemeindegrenze verläuft die Autobahn A84.

## Sehenswürdigkeiten
- Jurques:
  - Kirche Notre-Dame, Monument historique[3]
  - Dolmen „Pierre Dialan“, Monument historique[4]
  - Örtlicher Zoo[5]
- Le Mesnil-Auzouf:
  - Kirche Saint-Christophe

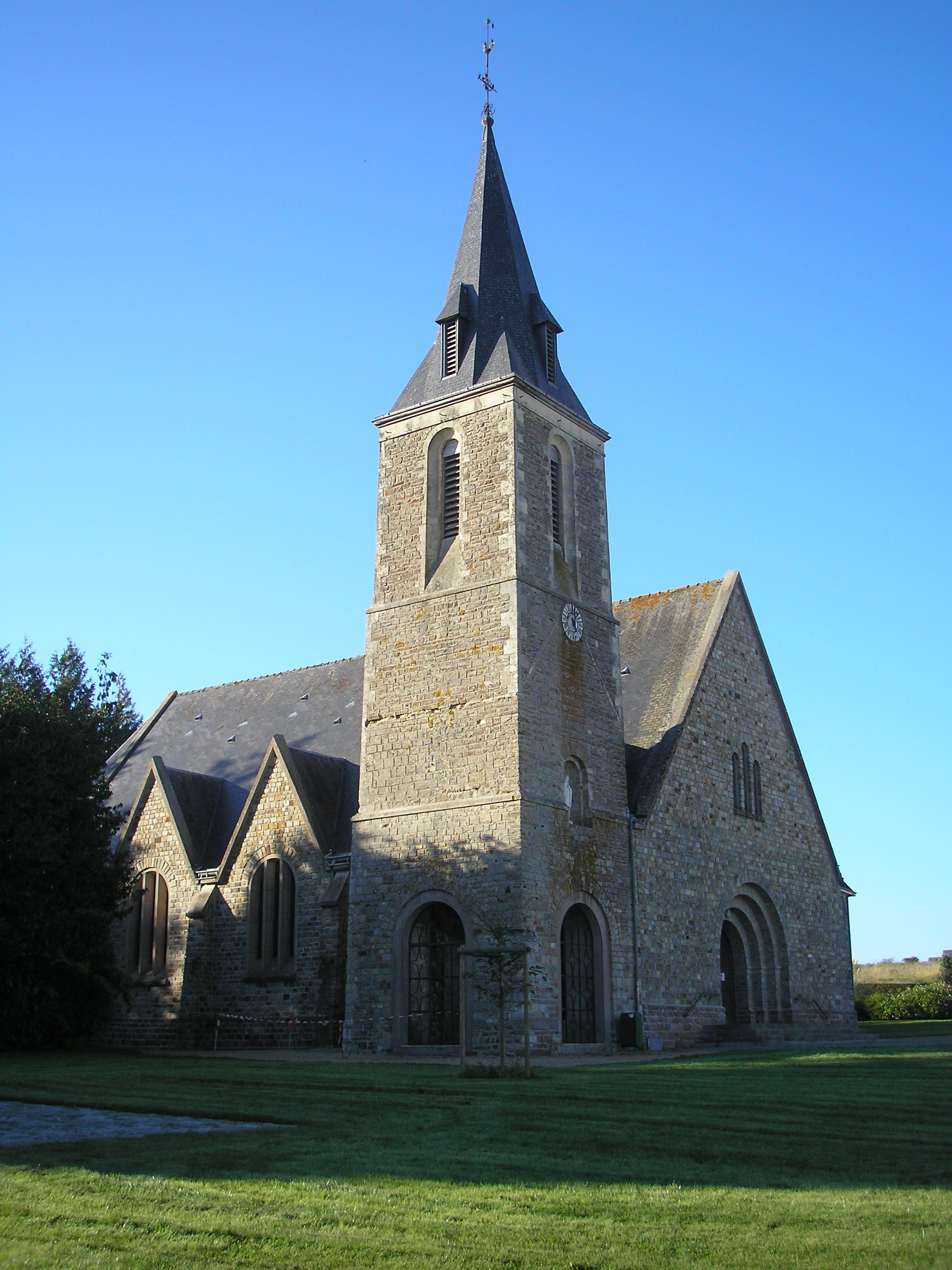
Kirche Notre-Dame
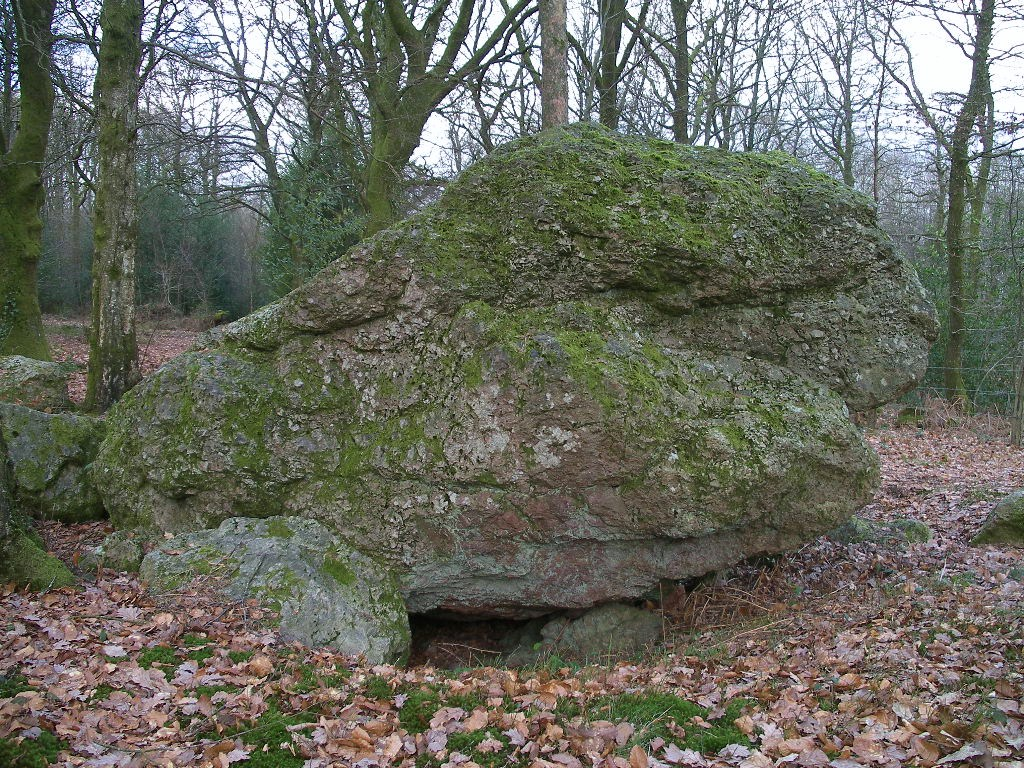
Dolmen „Pierre Dialan“
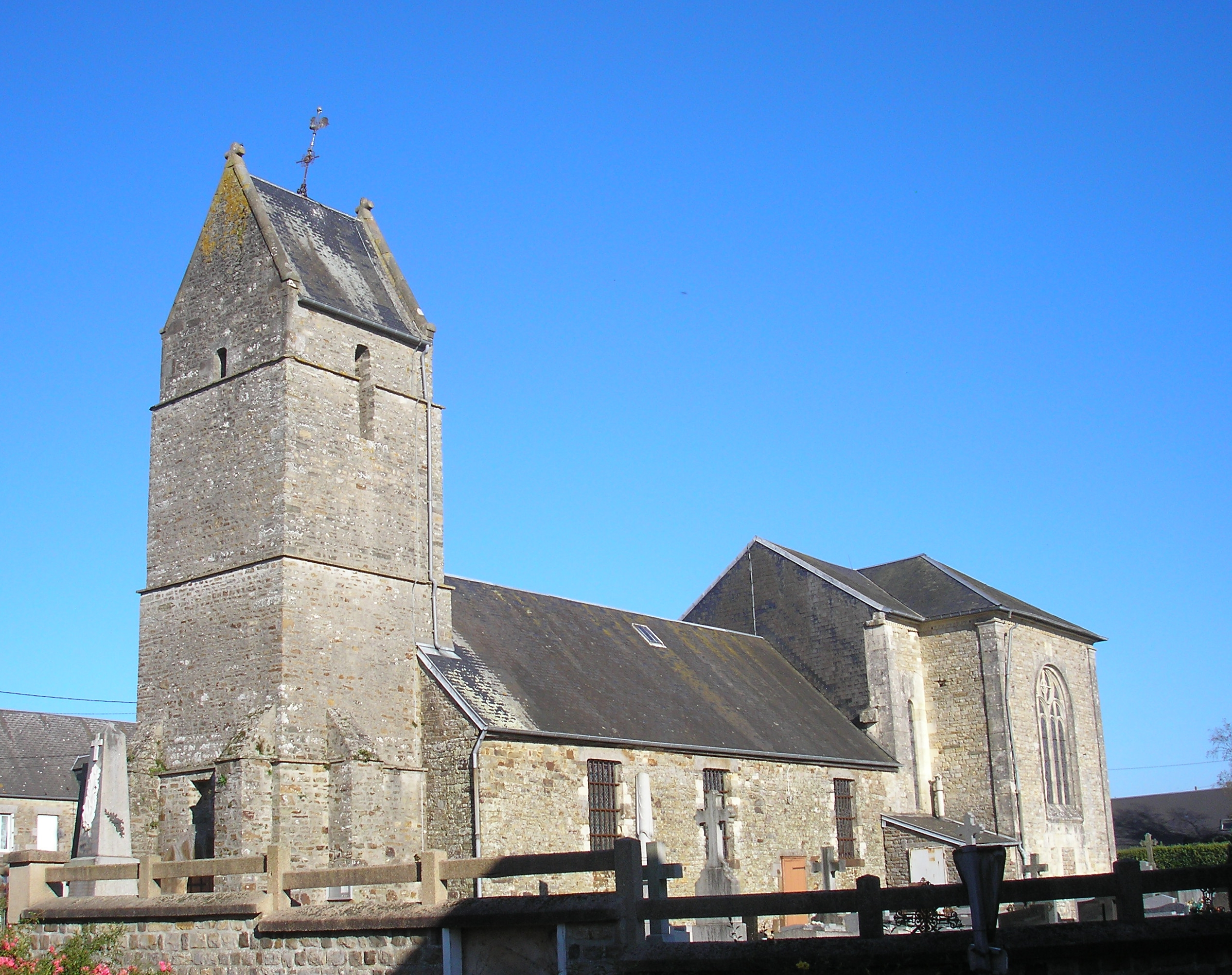
Kirche Saint-Christophe